# Toyota Crown

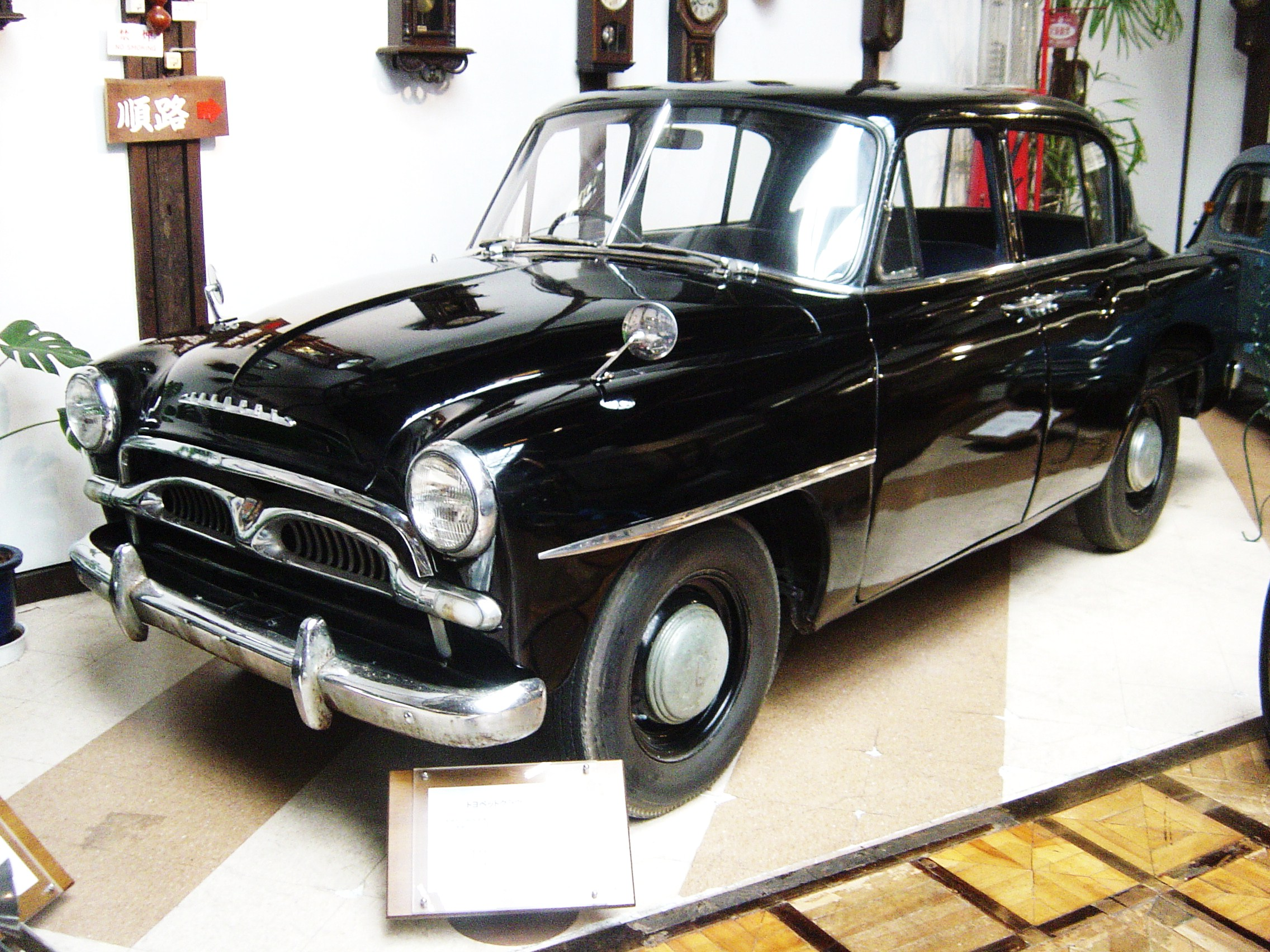
Vanaf 1955: de eerste generatie

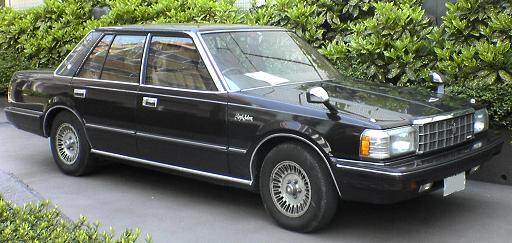
Vanaf 1983: de zevende generatie

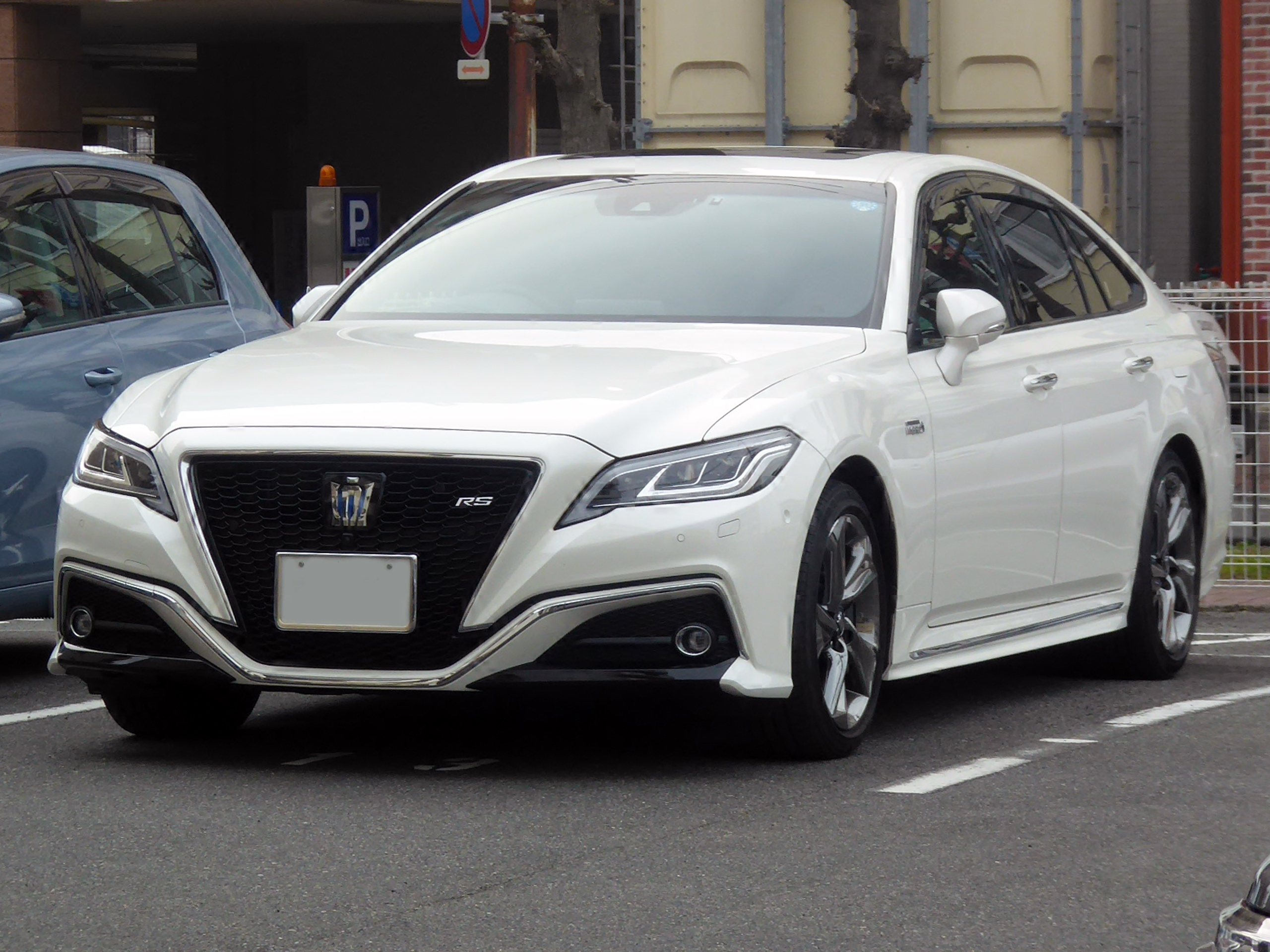
Vanaf 2018: de vijftiende generatie

De Toyota Crown is een automodel dat geproduceerd wordt door de Japanse autofabrikant Toyota sinds 1955. Het voertuig wordt verkocht op de Japanse markt en in een klein aantal andere Aziatische landen. De Crown kent tot 2021 vijftien generaties en is in de loop der tijd verkocht in uiteenlopende carrosserievormen. De huidige S220-generatie wordt verkocht als traditionele sedan.
Personenauto's (leverbaar): Aygo · bZ4X · Camry · Corolla · C-HR · Highlander · Land Cruiser · Mirai · Prius · RAV4 · (GR) Supra · Yaris · Yaris Cross

Bedrijfswagens: Hilux · Proace

Niet meer leverbaar: 1000 · 2000GT · 4Runner · Auris · Avensis · Avensis Verso · Carina · Celica · Corolla Verso · Corona · Cressida · Crown · Dyna · FunCruiser · GT86 · Hiace · iQ · LiteAce · MR2 · Paseo · Picnic · Previa · Starlet · Tercel · Urban Cruiser · Verso · Verso-S · Yaris Verso